# Ferrovia decauville dell'esposizione universale di Parigi
La ferrovia decauville dell'Esposizione universale di Parigi era una ferrovia Decauville a scartamento ridotto (600 mm) lunga tre chilometri in esercizio durante l'Esposizione universale di Parigi dal 6 maggio al 31 ottobre 1889. Tale collegamento partiva dall'area verde Esplanade des Invalides e raggiungeva l'Avenue de Suffren.

## Percorso

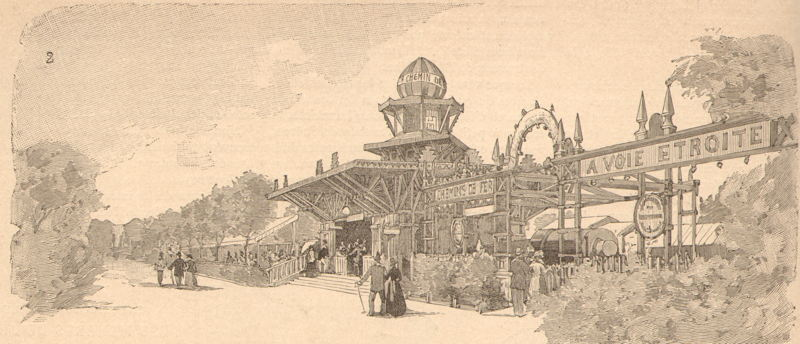
Stazione Concorde (Esplanade des Invalides).

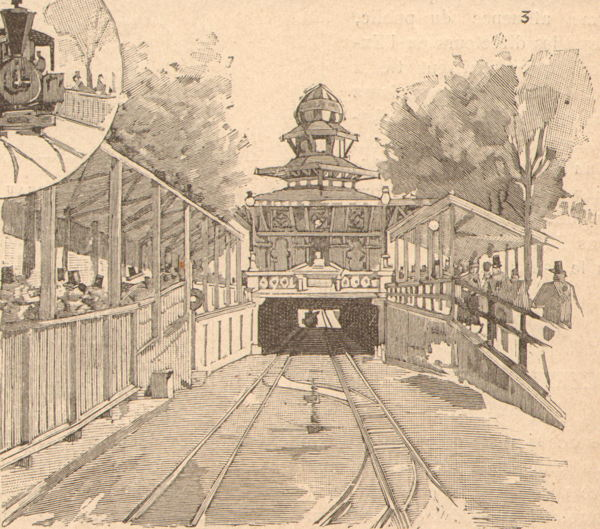
Sottopasso alla Torre Eiffel (Pont d'Iéna).

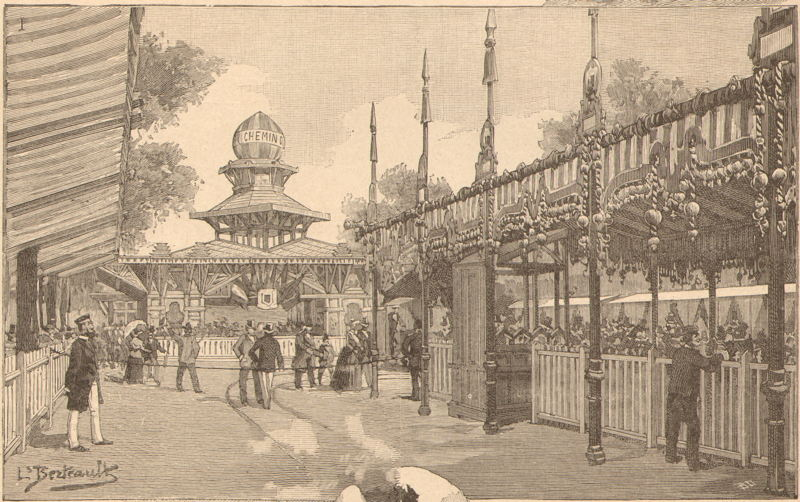
Stazione della Torre Eiffel (Pont d'Iéna).

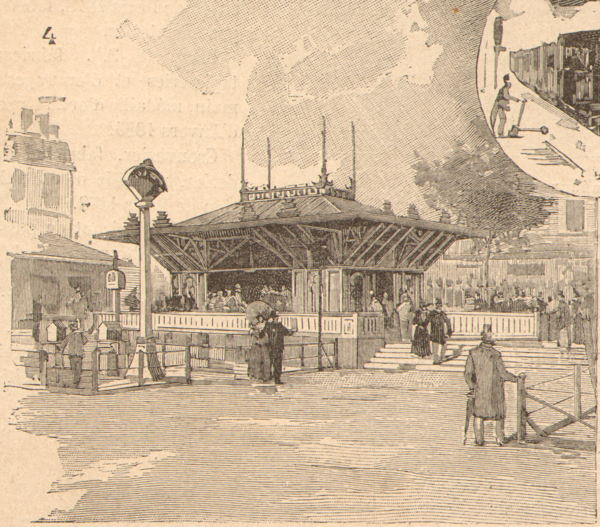
Stazione del Palais des Machines (Avenue de Suffren)

L'area dell'Esposizione universale del 1889 era troppo grande per poter essere esplorata a piedi. Di conseguenza, fu costruita una ferrovia interna per collegare gli edifici espositivi dell'Esplanade des Invalides a quelli situati sotto la Torre Eiffel. La linea ferroviaria, lunga tre chilometri, iniziava a 250 metri di distanza dal Pont de la Concorde, presso il Ministero degli Affari Esteri vicino alla Senna. La ferrovia attraversava l'Esplanade des Invalides e seguiva il Quai d'Orsay sulle rive della Senna, all'interno della superficie dell'Esposizione, tra le due file di alberi più lontani dalla riva. La ferrovia attraversava il Boulevard de La Tour-Maubourg con un passaggio a livello, imboccava un tunnel di 106 metri sotto Avenue Rapp e Avenue Bosquet, passava la Avenue de La Bourdonnais, per poi superare un passaggio sotterraneo vicino alla Torre Eiffel. Questi svoltava infine a sinistra, ad angolo retto, sulla Avenue de Suffren per proseguire fino all'ultima fermata alla Galerie des Machines.
Oltre alle due stazioni terminali, vi erano tre fermate sul Quai d'Orsay: la prima all'incrocio di Maldella zona la seconda al Palace des produits alimentaires, la terza all'angolo fra il Quai d'Orsay e l'Avenue de Suffren. Le infrastrutture e i veicoli ferroviari erano furono forniti società Decauville. La linea era a doppio binario con un'intervia di due metri.
Gli edifici della stazione terminale erano visibili da lontano, di modo da essere notati dai visitatori. Le loro forme insolite, originali e pratiche, sono attribuibili al giovane architetto Louis Gaillot, figlio di uno dei costruttori. Le pensiline che coprivano le banchine offrivano protezione dalle intemperie e nelle ultime stazioni erano allestiti buffet dove i passeggeri potevano incontrarsi e riposare.

## Costruzione
La pista fu progettata da Adolphe Alphand, direttore generale dei lavori, il quale incaricò Antoine Gaillot e Paul Gallotti di commissionare la sua costruzione all'impresa Gaillot e C.le sotto la supervisione di Jules Lion, l'ingegnere dell'Esposizione. La costruzione fu diretta dal vice capo-ingegnere e responsabile della lavorazione dei metalli J. Charton, celebre per la costruzione della ferrovia a Champ-de-Mars.

## Esercizio
Vi erano alcune norme che, emanate dalla società responsabile del progetto, regolamentavano l'utilizzo della linea: i treni dovevano partire dai terminal ogni dieci minuti dalle 9 a mezzanotte, per un totale di sei treni all'ora o 90 treni al giorno in ciascuna direzione mentre la domenica il traffico dei convogli raggiungeva le 150 corse in ciascuna direzione. Sebbene il percorso fosse stato completamente isolato dal trasporto pubblico fu stabilita, su gran parte dell'itinerario, la velocità massima di 10 km/h che avrebbe dovuto esser ridotta a 4 km/h in alcuni punti, in prossimità dei passaggi a livello soprattutto, dove un addetto agli scambi precedeva il treno. La lunghezza dei convogli non poteva superare i 50 metri e tutti disponevano di freno ad azione rapida .
Il prezzo unico era di 0,25 franchi per persona in carrozza aperta e 0,50 franchi in carrozza-salone, indipendentemente dalla durata del viaggio. I visitatori potevano acquistare per tempo i biglietti in molti punti vendita ed era sufficiente esibirli al personale ferroviario per accomodarsi nella vettura. All'uscita i titoli di viaggio venivano depositati vicino ai tornelli . Secondo i dati ufficiali 6 342 446 visitatori viaggiarono in sei mesi di esercizio.
Per motivi di sicurezza c'era un segnale telecomandato a forma di disco ad ogni fermata, il quale poteva essere rilasciato solo dopo la chiusura della barriera. Tutti i treni erano annunciati da un sistema di avviso acustico elettronico situato al passaggio a livello della stazione più vicina. Vi era infine un servizio telefonico in ogni stazione .

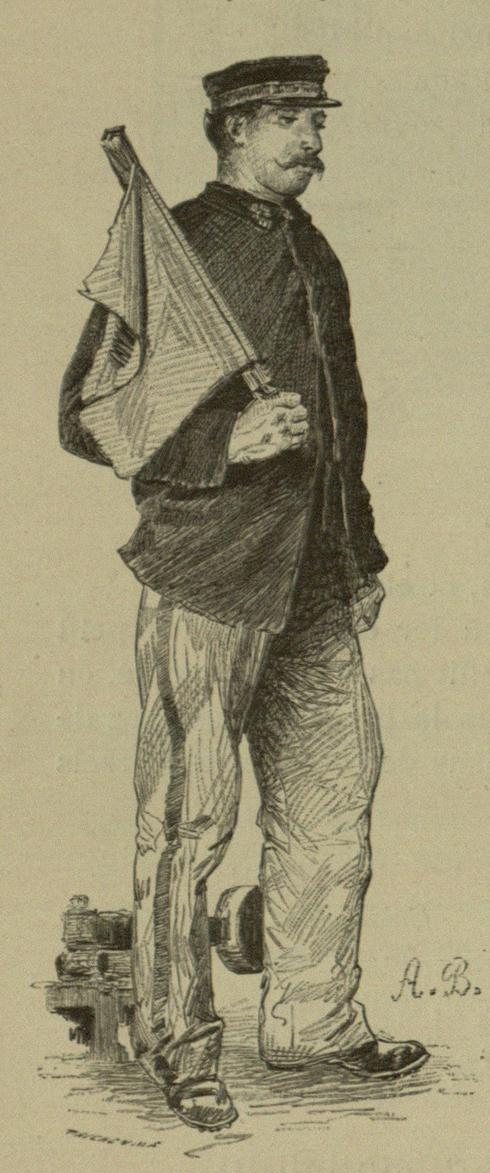
DCO.
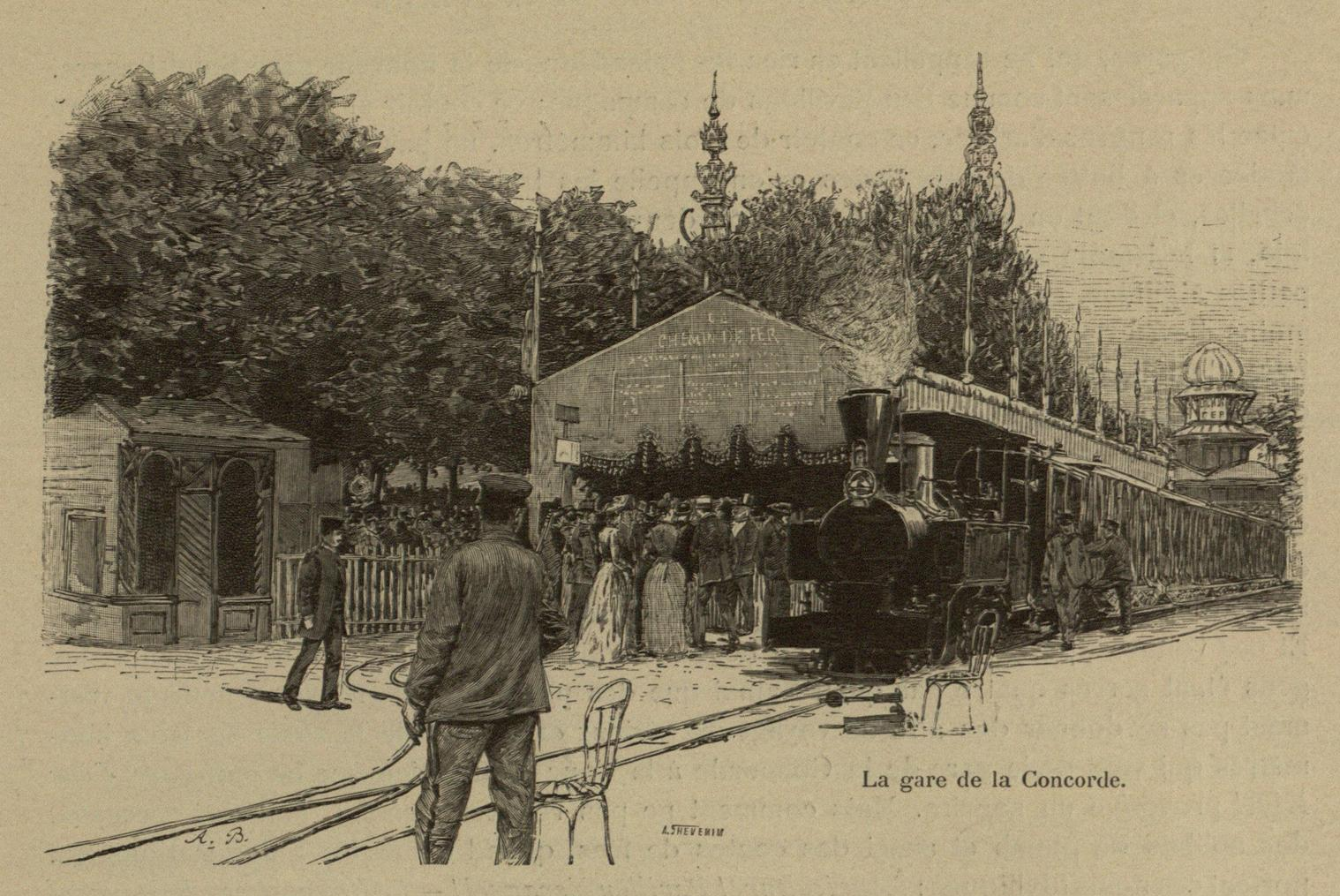
Stazione Concorde.
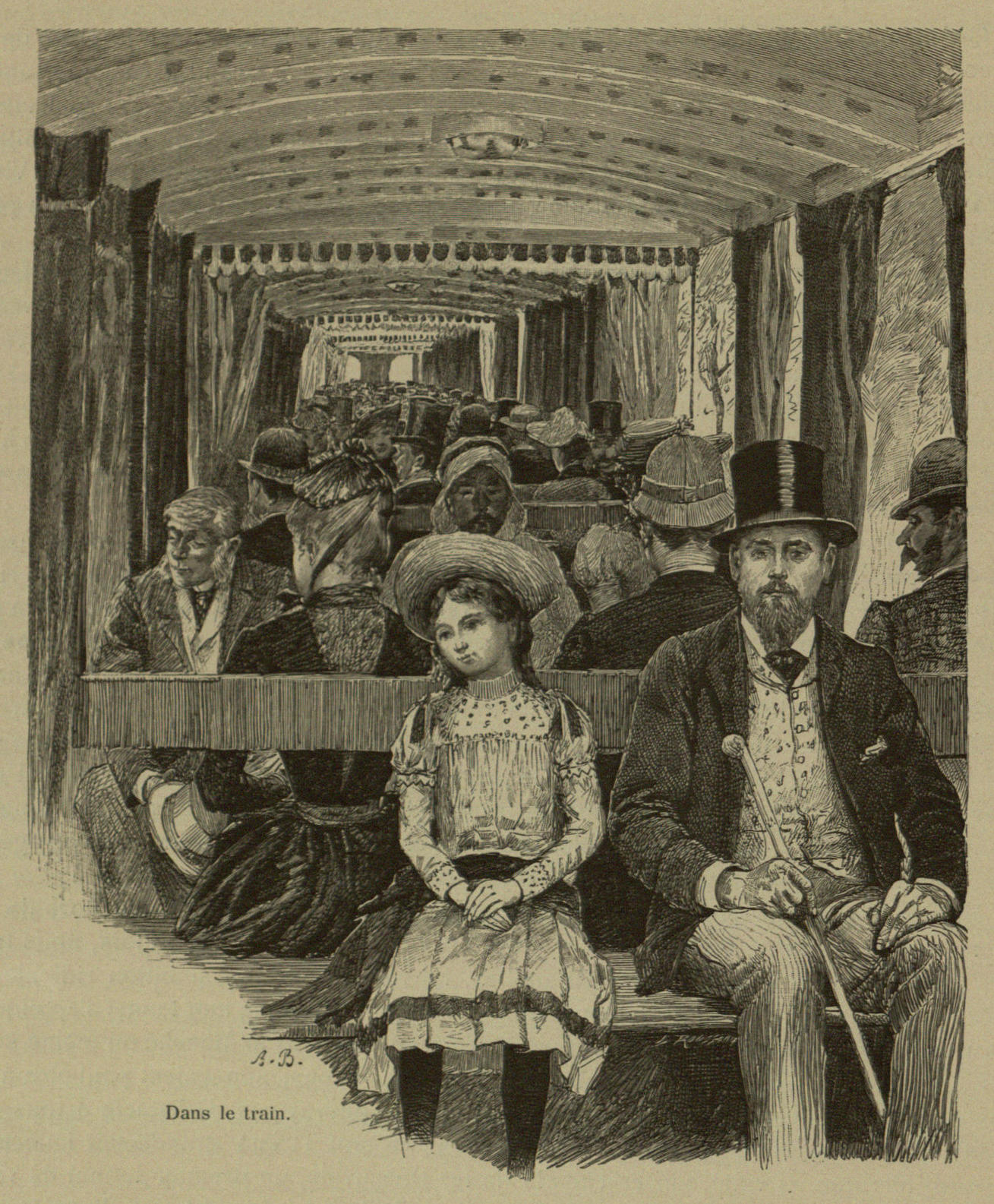
Interno di un vagone.
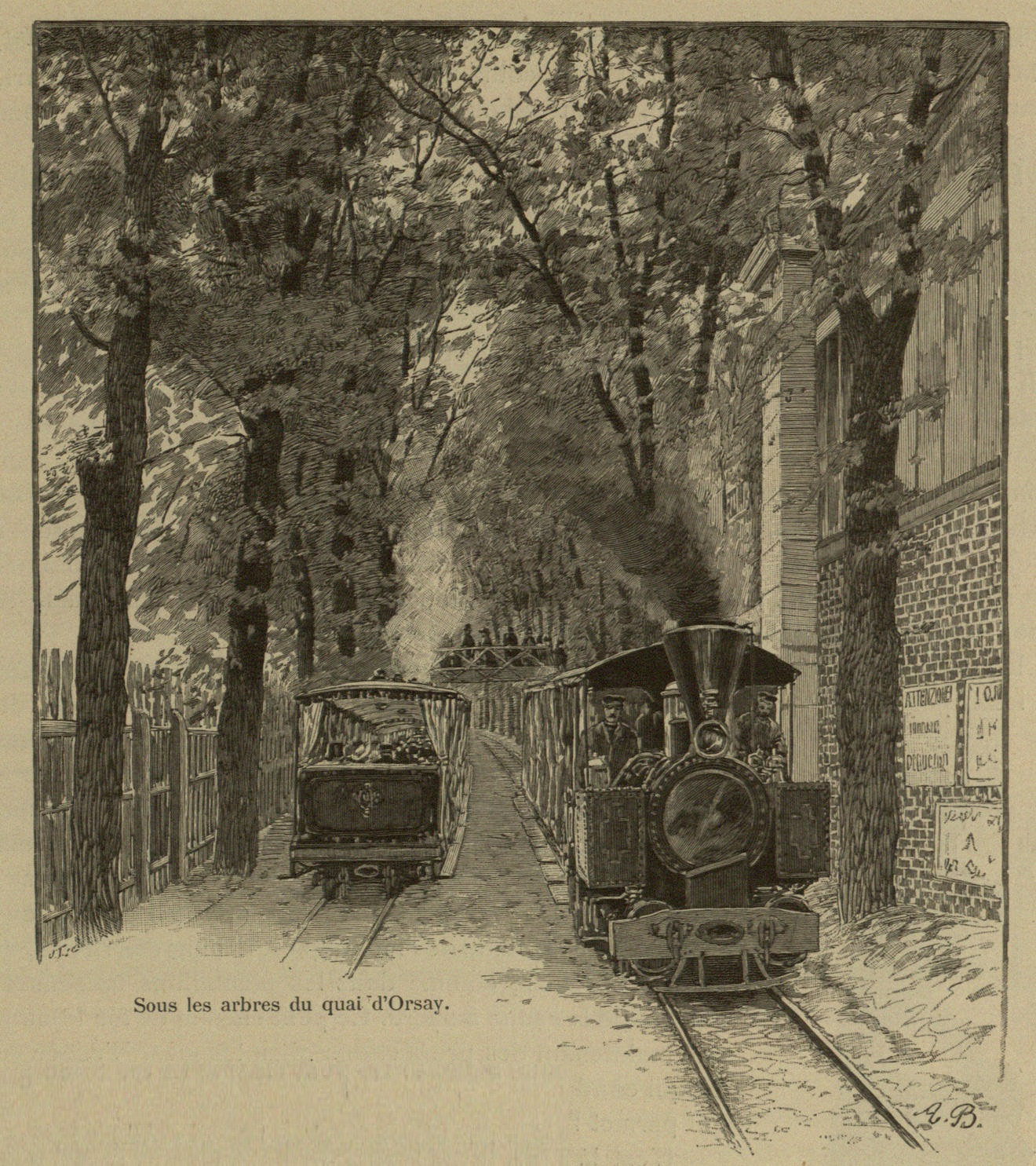
Traffico a Quai d'Orsay.
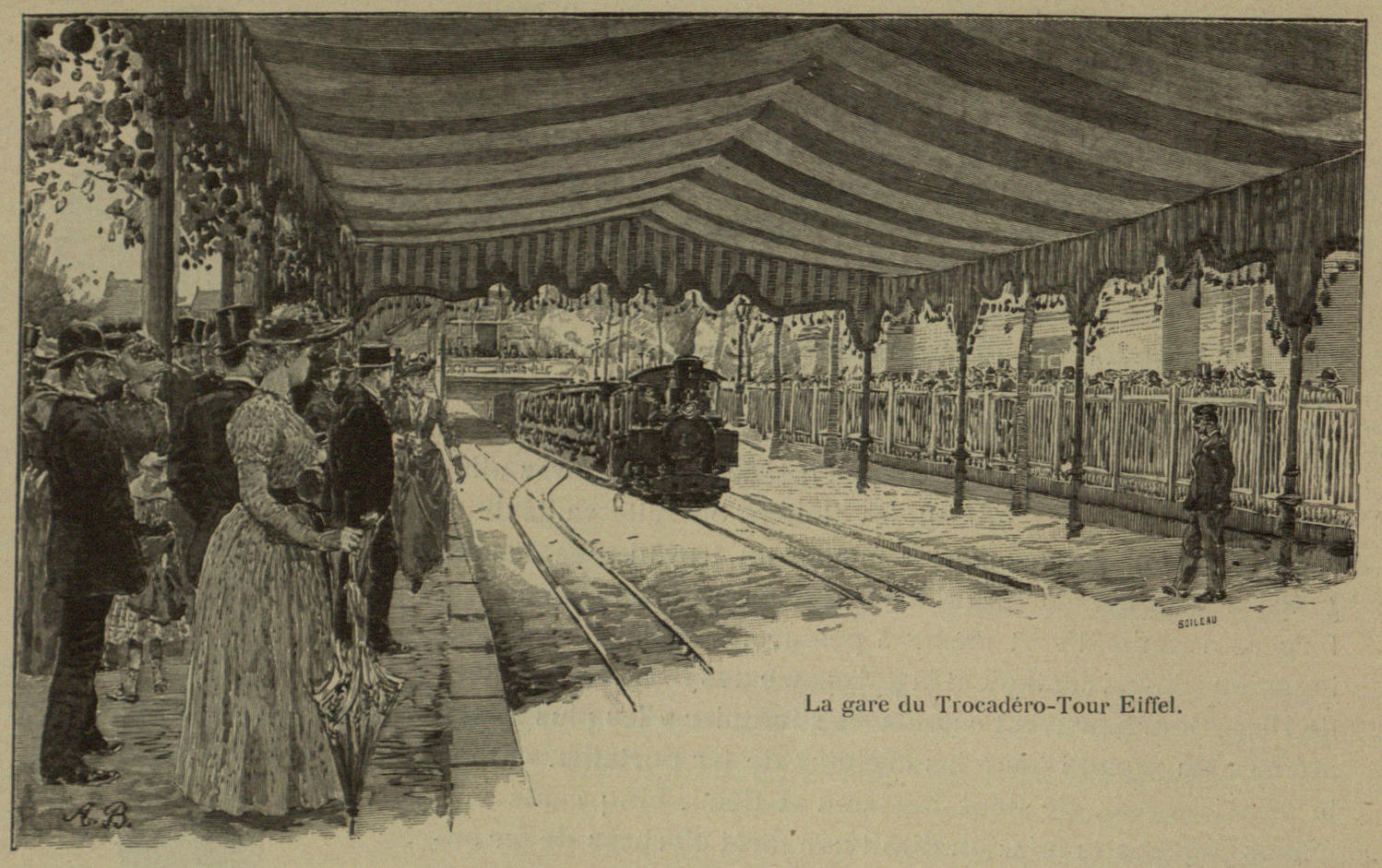
Alla Torre Eiffel.
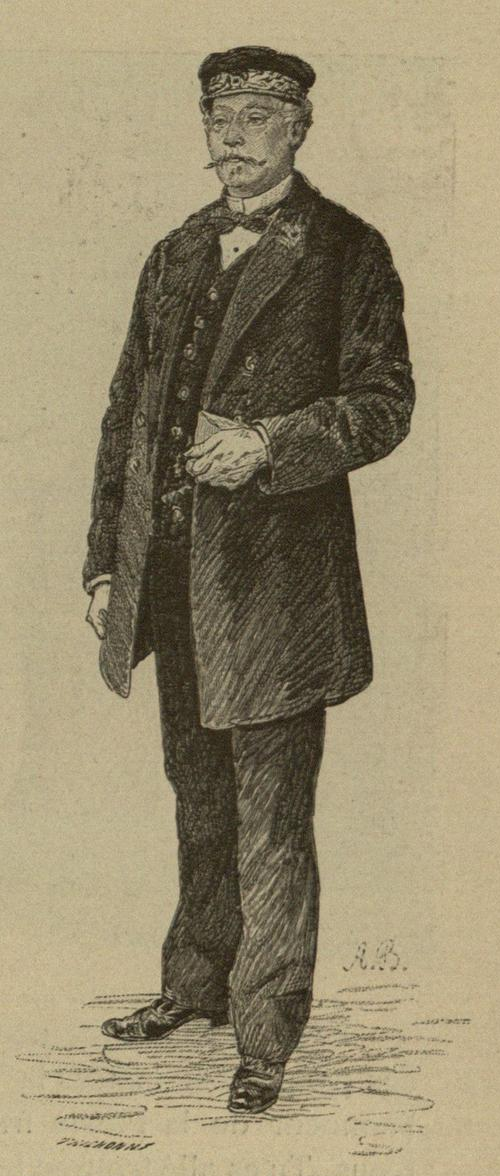
Direttore di stazione.

## Locomotive
.
Vi erano circa 12 locomotive a vapore e 100 carrozze di vario tipo in servizio. Lo svedese Fredrik Arvidsson Posse acquistò due locomotive in mostra a Parigi (la Massouah e la Turkestan), due autovetture, e del materiale d'armamento, e le espose in occasione dell'inaugurazione della ferrovia svedese Helsingborg-Råå-Ramlösa il 16 luglio 1891. Altre locomotive esposte furono successivamente utilizzate sulla linea tranviaria di Royan, sulle ferrovie del Calvados e sulla Diego Suarez - Camp d'Ambre.
| Classificazione   | Peso  | Numero del produttore | Numero del gestore | Nome                                                 | Note |
| ----------------- | ----- | --------------------- | ------------------ | ---------------------------------------------------- | --- |
| 0-4-0T            | 3 t   | Couillet 903/1887     | Decauville 56/1887 | Ma Camarade (Il mio compagno) più tardi Marc Seguin  | Venduto a De Malzine, Carrières de Rogeries, dipartimento Nord. |
| 0-4-0T            | 3 t   |                       | Decauville 49      | La Mignonne (Il carino)                              | Venduto alla ferrovia Decauville Diego Suarez - Amber Camp . |
| 0-4-4-0T Pechot   | 9.5 t | Pechot 1              | Decauville 57      | France (Francia)                                     | Peso operativo di 12 t, venduto alla direzione di artiglieria di Toul (N° 1).                                                                                         |
| 0-4-4-0T mazzuolo | 9.5 t | Tubize 661/1887       | Decauville 52      | Sergent Bobillot                                     | Peso operativo di 12 t, grado di sopportare una pendenza dell'8% con raggi di curvatura da 20 a 35 m su rotaie con un peso per metro di 9,5 kg/m.                     |
| 0-4-4-0T mazzuolo | 9.5 t | Tubize 697/1887       | Decauville 58      | Lo farò più tardi, Kosta                             | È stato offerto nel catalogo Canon Legrand di Mons e Raismes venduto a Hummel in Svezia.                                                                              |
| 0-4-4-0T mazzuolo | 9.5 t | Tubize 713/1888       | Decauville 59/1889 | Città di Laon più tardi Diego Ferre                  | Venduto nel 1891 alla linea tranviaria di Royan, poi nel 1896 attraverso il rappresentante di Decauville, Ayulo & Cie, nella piantagione di zucchero di Pardu (Perù). |
| 0-4-4-0T mazzuolo | 9.5 t | Tubize 736/1889       | Decauville 72/1889 | Kairoruan più tardi Varaville                        | Venduto nel 1891 alla linea tranviaria di Royan, poi alle ferrovie del Calvados (n.6).                                                                                |
| 0-4-4-0T mazzuolo | 9.5 t | Tubize 751/1889       | Decauville 74/1889 | Australia più tardi Cabourg                          | Venduto nel 1891 alla linea tranviaria di Royan, poi alle ferrovie del Calvados (n.1).                                                                                |
| 0-4-4-0T mazzuolo | 9.5 t | Tubize 752/1889       | Decauville 75/1889 | Dumbarton più tardi Madagascar più tardi Sallenelles | Venduto alle Chemins de fer du Calvados (N° 2, Sallenelles) nel 1892, a Bourillon & Pelleron nel 1908.                                                                |